# Hagåtña
Hagåtña, également transcrit Agana, ou Agaña, est la capitale du territoire non incorporé des États-Unis de Guam. La ville compte actuellement 943 habitants en 2020.

## Géographie
Hagåtña forme une agglomération dix fois plus peuplée avec les communes limitrophes dépendant des infrastructures (hôpital, école, etc.) de la capitale : Sinajana, Agana Heights, Agana Bay, Mong Mong, Tamuning, Toto-Maite.

## Histoire

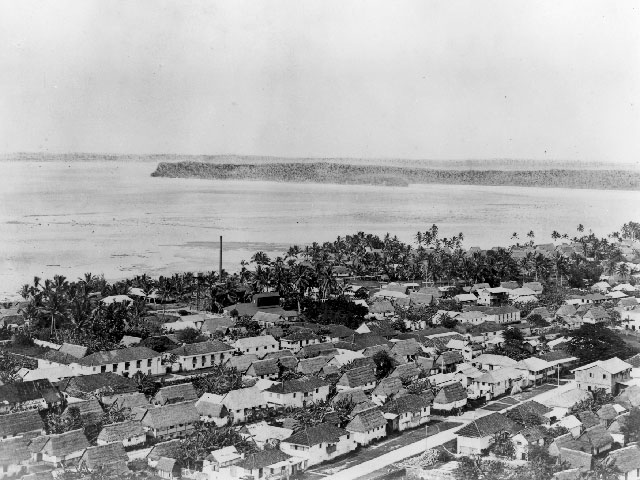
La ville avant la Seconde Guerre mondiale.

Hagåtña était un village important avant la colonisation de Guam par les Espagnols. En 1668, le premier missionnaire espagnol, l'aumônier San Vitores est arrivé sur l'île. La famille du chef Kepuha (premier chef catholique au Guam) fait le don d'un terrain à Hagåtña permettant à San Vitores de construire la première église du Guam. L'autorité espagnole force alors une grande partie de la population indigène du Guam et d'autres îles Mariannes à emménager dans la ville.
On peut voir les restes de bâtiments de l'administration espagnole sur la plaza de España dont l'un est situé à côté de la cathédrale de l'archidiocèse d'Agana, tandis que les restes du palais du gouverneur espagnol sont plus proches du ministère de l'Éducation. Après que l'Espagne eut cédé le Guam aux États-Unis dans la guerre hispano-américaine de 1898, Agana est resté le siège du gouvernement sous l'administration navale américaine. Avant 1940, la population de la ville était d'environ 10 000 personnes, contenant presque la moitié des résidents de l'île. Le Guam a été occupé par les forces japonaises le 8 décembre 1941. Pendant la libération du Guam en 1944, lors de la Seconde Guerre mondiale, la ville a été lourdement endommagée par le bombardement naval américain.

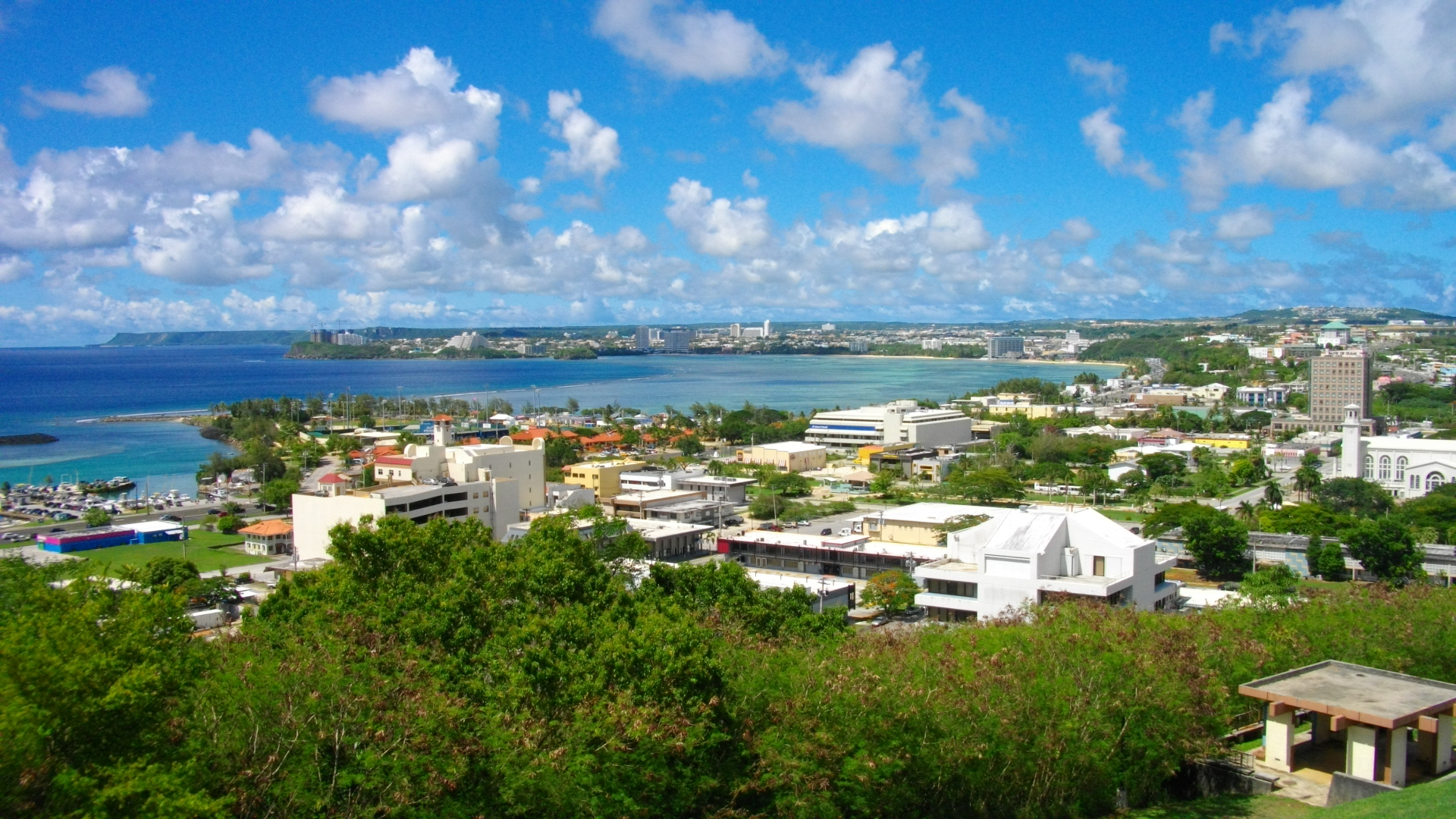
Hagåtña vue depuis le Fort Santa Agueda.

Beaucoup d'anciens résidents se sont installés dans d'autres parties de Guam après la guerre. Dans le cadre du plan de reconstruction de Guam, la Marine américaine a construit les nouvelles rues de la ville selon un plan orthogonal. Leur tracé est alors passé par des lots existants, ce qui a créé beaucoup de parcelles de terre avec de multiples propriétaires. Ceci a enrayé le développement de la ville jusqu'à nos jours. En décembre 1944 le Guam a été la scène d'une émeute raciale entre des militaires afro-américains et blancs en place dans l'île. Aujourd'hui, malgré une population de seulement 1 100 habitants (moins de 1 % du total du pays), la ville reste le siège du gouvernement territorial. Ses sites historiques sont des attractions majeures pour les visiteurs. Hagåtña est desservie par l'aéroport international Antonio-B.-Won-Pat qui se situe entre Tamuning et Barrigada.

## Démographie
| Groupe            | Groupe                | Hagåtña | Guam |
| ----------------- | --------------------- | ------- | ---- |
| Océano-Américains | Chamorros             | 37,8    | 37,3 |
| Océano-Américains | Chuukois              | 15,7    | 7,0  |
| Océano-Américains | autres                | 7,4     | 5,0  |
| Métis             | Métis                 | 14,2    | 9,4  |
| Asio-Américains   | Philippino-Américains | 11,0    | 26,3 |
| Asio-Américains   | Sino-Américains       | 4,0     | 1,5  |
| Asio-Américains   | Coréano-Américains    | 3,5     | 2,2  |
| Asio-Américains   | autres                | 1,2     | 2,2  |
| Blancs            | Blancs                | 3,8     | 7,1  |
| autres            | autres                | 1,4     | 0,3  |
| Total             | Total                 | 100     | 98,3 |